# Combinada nòrdica als Jocs Olímpics d'hivern de 1972
Als Jocs Olímpics d'Hivern de 1972 celebrats a la ciutat de Sapporo (Japó) es disputà una prova de combinada nòrdica en categoria masculina. La competició se celebrà entre els dies 4 (prova de salt amb esquís) i 5 de febrer (prova de 15 quilòmetres d'esquí de fons) de 1972 a les instal·lacions esportives de Sapporo.

## Comitès participants
Hi participaren un total de 40 esquiadors de 14 comitès nacionals diferents.
| - Àustria (1) - Estats Units (3) - Finlàndia (3) - França (1) - Itàlia (2) |  | - Iugoslàvia (1) - Japó (4) - Noruega (4) - Polònia (3) - RDA (4) |  | - RFA (4) - Suècia (1) - Txecoslovàquia (4) - Unió Soviètica (4) |

## Resum de medalles
| Prova     | Or             | Argent          | Bronze          |
| Combinada | Ulrich Wehling | Rauno Miettinen | Karl-Heinz Luck |

## Medaller
| Posició | País      | Or | Argent | Bronze | Total |
| 1       | RDA       | 1  | 0      | 1      | 2     |
| 2       | Finlàndia | 0  | 1      | 0      | 1     |
|         |           |    |        |        |       |
| Total   | Total     | 1  | 1      | 1      | 3     |

## Resultats
| Posició | Esquiador             | Punts   |
| ------- | --------------------- | ------- |
| 1       | Ulrich Wehling        | 413,340 |
| 2       | Rauno Miettinen       | 405,505 |
| 3       | Karl-Heinz Luck       | 398,800 |
| 4       | Erkki Kilpinen        | 391,845 |
| 5       | Yuji Katsuro          | 390,200 |
| 6       | Tomáš Kučera          | 387,935 |
| 7       | Aleksandr Nosov       | 387,730 |
| 8       | Kåre Olav Berg        | 384,800 |
| 9       | Günther Deckert       | 382,970 |
| 10      | Ralph Pöhland         | 381,195 |
| 11      | Mikhail Artyukhov     | 380,185 |
| 12      | Kazimierz Długopolski | 375,860 |
| 13      | Hideki Nakano         | 375,055 |
| 14      | Kjell Åsvestad        | 374,405 |
| 15      | Kazuo Araya           | 374,040 |
| 16      | Ezio Damolin          | 372,220 |
| 17      | Stefan Hula           | 370,525 |
| 18      | Hans Hartleb          | 369,505 |
| 19      | Henning Weid          | 369,320 |
| 20      | Urban Hettich         | 366,775 |
| 21      | Michael Devecka       | 362,835 |
| 22      | Anatoly Zaytsev       | 362,475 |
| 23      | Gjert Andersen        | 360,315 |
| 24      | Nobutaka Sasaki       | 359,945 |
| 25      | Alfred Winkler        | 357,110 |
| 26      | Ladislav Rygl         | 355,755 |
| 27      | Jukka Kuvaja          | 354,385 |
| 28      | Jaroslav Svoboda      | 351,605 |
| 29      | Viatxeslav Driaguin   | 347,525 |
| 30      | Fabio Morandini       | 340,680 |
| 31      | Józef Gąsienica       | 339,125 |
| 32      | Janez Gorjanc         | 337,520 |
| 33      | Franz Keller          | 336,860 |
| 34      | James Miller          | 334,950 |
| 35      | Jacques Gaillard      | 325,210 |
| 36      | Sven-Olof Israelsson  | 323,300 |
| 37      | Ulli Öhlböck          | 320,710 |
| 38      | Teyck Weed            | 313,605 |
| 39      | Robert Kendall        | 303,635 |
| –       | Libor Foltman         | NF      |

NF: no finalitzà